# آنیک استپانیان
آنیک استپانیان-آودیان ارمنی: Անիկ Ստեփանյան-Ավետյան نخستین دندان‌پزشک زن بود که از دانشگاه تهران فارغ‌التحصیل شد.

## زندگی‌نامه
در سال ۱۹۱۲ میلادی (۱۲۹۱ خورشیدی) در تهران به دنیا آمد. وی فرزند آرتین استپانیان، دندانپزشک رسمی دربار محمدعلی‌شاه و نی‌نیش امیرخانیان (استپانیان) است.
وی پس از کسب تحصیلات ابتدایی در «مدرسه هایکازیان» ارامنه تهران و «مدرسه ژاندارک» و تحصیلات عالی خویش را در رشتهٔ دندانپزشکی پی گرفت و در سال ۱۹۴۱ (۱۳۲۰) به عنوان اولین دانشجو در این رشته از دانشگاه تهران فارغ‌التحصیل گشت. وی در سال ۱۹۴۱ م. با آواک آواکیان ازدواج کرد.
او از سال ۱۹۴۵ (۱۳۲۴) به طبابت نزد پدرش هاروتیون استپانیان و برادرش پرداخت و تا سال ۱۹۷۰ (۱۳۴۹) به فعالیت ادامه داد.
آنیک استپانیان صاحب امتیاز و مدیر مدرسه خواهران روحانی کاتولیک و همچنین مدرسه دخترانه ساهاکیان بوده است. وی سال‌ها به عنوان رابط میان سازمان زنان ایران و انجمن خیریه زنان تهران به خدمت پرداخت و در سال ۱۹۶۵ (۱۳۴۴) از طرف این انجمن در کنفرانس حقوق زنان که در ایران برگزار گردید شرکت نمود.
آنیک استپانیان در سال ۲۰۰۰ (۱۳۷۹) از سوی جاثلیق آرام یکم رهبر دینی حوزه کیلیکیه ارامنه مورد تقدیر قرار گرفت.